# Апиан
Вижте пояснителната страница за други личности с името Апиан.
Апиан (на гръцки: Αππιανος) е римски историк от гръцки произход, който живее и твори по времето на Траян, Адриан и Антонин Пий.
Неговият труд се нарича „Римска история“ (Ῥωμαικα) и е в 24 книги. Написан е на гръцки език. Особеното е, че за разлика от другите историци, той не описва събитията в хронологичен ред, а по страни. Така данните, които излага са по отделно за всяка римска провинция. Голяма част от творбата му не е запазена. Оцелели са книгите за войните с Картаген, Нумидия и Селевкидите, както и описания на гражданските войни в края на Римската република. Апиан е описал и въстанието на Спартак.